# دانن
دانن (به آلمانی: Dahnen) یک شهر در آلمان است که در بیتبورگ-پروم واقع شده‌است.